# أنتوني هيويت
أنتوني هيويت (بالإنجليزية: Anthony Hewitt)‏ هو عازف بيانو بريطاني، ولد في 1971.

## وصلات خارجية
- أنتوني هيويت على موقع ميوزك برينز (الإنجليزية)
- أنتوني هيويت على موقع ديسكوغز (الإنجليزية)